# عبد العزيز السريع
عبد العزيز محمد عبد العزيز السريّع (1939) مسرحي وإعلامي وروائي وكاتب كويتي حاصل على ليسانس لغة عربية من جامعة الكويت.

## الحياة العملية
- عمل موظفاً في دائرة المعارف (وزارة التربية حالياً) منتصف عام 1956.
-	انضم لفرقة مسرح الخليج العربي فور تأسيسها عام 1963، فكان واحدًا من أهم مؤسسيها وبناتها.
-	انتدب من وزارة التربية لوزارة الإعلام رئيساً لقسم الدراما بتلفزيون الكويت عام 1972.
-	عمل مقرراً لوحدة السينما والمسرح في اللجنة العليا لتطوير الفنون في البلاد (لجنة شكلها سمو رئيس مجلس الوزراء عام 1972 وأوصت في ختام عملها بتأسيس المجلس الوطني للثقافة والفنون والآداب).
-	انتقل للعمل في المجلس الوطني للثقافة والفنون والآداب فور تأسيسه منتصف عام 1973، وشغل فيه المهام التالية تباعاً:
-	رئيس قسم المسرح.
-	رئيس قسم العلاقات الثقافية الخارجية.
-	مراقب الشئون الثقافية.
-	مدير إدارة الثقافة والفنون.
-	استقال من عمله في المجلس الوطني للثقافة والفنون والآداب في 10-09-1993 .
-	أمين عام مؤسسة جائزة عبد العزيز سعود البابطين للإبداع الشعري منذ عام 1991 .

## جهوده في المسرح
-	ألّفَ السريِّع عدة مسرحيات، اعتبرها النقاد اتجاهًا جديدًا في فن الكتابة، يعتمد على الأسس الفنية للكتابة المسرحية ووضعت اللبنة الأولى للمسرح الاجتماعي ذي الملامح الكويتية الأصيلة، وقد ساهمت في رسم شخصية متفردة لمسرح الخليج العربي، وهذه المسرحيات هي:
-	الأسرة الضائعة عام 1963
-	الجوع عام 1964
-	عنده شهادة عام 1965، ونشرت عام 2004 في سلسلة مسرحيات كويتية عن رابطة الأدباء.
-	فلوس ونفوس عام 1970
-	لمن القرار الأخير عام 1968، ونشرت عام 2004 عن دائرة الثقافة بالشارقة.
-	الدرجة الرابعة عام 1972، ونشرت عام 2003 في سلسلة مسرحيات كويتية عن رابطة الأدباء.
-	ضاع الديك عام 1973، ونشرت عام 1981 عن دار الربيعان في الكويت، وعام 1990 عن الهيئة المصرية العامة للكتاب، وترجمت للإنجليزية ضمن مشروع بروتا لترجمة الأدب العربي الذي تشرف عليه د. سلمى الجيوسي في أنديانا بالولايات المتحدة.
-	ألّفَ بالاشتراك مع زميله الراحل صقر الرشود لمسرح الخليج العربي الأعمال التالية:
-	مسرحية 4,3,2,1.. بم عام 1972، وقد ترجمها فارس غلوب للغة الإنجليزية ونشرها المجلس الوطني للثقافة والفنون والآداب عام 2001.
-	مسرحية شياطين ليلة الجمعة عام 1973
-	مسرحية بحمدون المحطة عام 1974
-	وجميعها عرضت في الكويت بإخراج صقر الرشود وقدم بعضها في عدد من العواصم العربية.
-	أخرج مسرحية «الأصدقاء»، وهي مسرحية مترجمة من فصل واحد، 1971.
-	أعد مسرحية «الثمن» للكاتب المسرحي الأمريكي آرثر ميلر عام 1988، وأخرجها فؤاد الشطي، ومثلت دولة الكويت في المهرجان المسرحي الأول للفرق الأهلية بدول مجلس التعاون.
-	أشرف على إنتاج فرقة مسرح الخليج العربي منذ عام 1963 حتى عام 1989.

## في القصة القصيرة
-	أصدر مجموعة قصصية باسم «دموع رجل متزوج» عام 1985 وقد نشرت القصص متفرقة خلال الفترة من عام 1964 حتى عام 1978، في المجلات الأدبية في الكويت وبعض البلاد العربية.

## في الكتب
- 	المسرح المدرسي في دول الخليج العربية: كتاب ألفه بالاشتراك مع تحسين بدير لمكتب التربية العربي لدول الخليج - الرياض 1993.
-	ابن الكويت المخلص.. حمد الرجيب، كتابٌ ألَّفه بالمشاركة مع صالح الغريب وصدر عن اتحاد المسارح الأهلية الكويتية 1998.
-	الشعر والشاعر، أعده لمؤسسة جائزة عبد العزيز سعود البابطين للإبداع الشعري، 2001م.

## في المقالات
-	كتب مجموعة من المقالات النقدية والحوارات الصحافية شكلت إسهامًا جادًا لحركة الفكر والثقافة والأدب والفنون والشؤون العامة.

## في التمثيليات والمسلسلات (الإذاعية والتلفزيونية)
—كتب عدداً من التمثيليات التلفزيونية منها «الخادمة» 1963 و«نقطة ضعف» و«كلمات متقاطعة».
-	أعد المسلسل التلفزيوني الشهير «الإبريق المكسور» وكتب حواره في ثلاثين حلقة لتلفزيون الكويت عن قصة وسيناريو فارس يواكيم.
-	كتب قصة وسيناريو وحوار مسلسل «حيرة البداية» للتلفزيون.
-	كتب قصة وسيناريو وحوار مسلسل «الحظ والملايين الستة».
-	كتب للإذاعة عدداً من البرامج والمسلسلات منها «نماذج مرفوضة» في تسعين حلقة.
في البرامج الثقافية
- -	أعد لتلفزيون الكويت برنامج «الأدب في أسبوع» مع صدقي حطاب وسليمان الشطي.
-	وأعد برنامجي «خمسة في ستة» و«حروف ومربعات» ثقافي أسبوعي منوع لتلفزيون الكويت.
-	وأعد أيضًا «يوميات التلفزيون» برنامج ثقافي يومي مع زميله محبوب العبد الله في (180 حلقة).

## إسهامات متنوعة (في مجال المسرح)
- عضو مجلس إدارة مسرح الخليج العربي
-	رئيس مجلس إدارة مسرح الخليج العربي لعدة سنوات
-	انتخب لتمثيل الفرق المسرحية الأهلية الكويتية في اللجنة الدائمة للمسارح الأهلية التابعة لدول مجلس التعاون منذ تشكيلها عام 1986، حتى عام 2002 .
-	عضو لجنة تحكيم مهرجان بغداد المسرحي الأول، 1986
-	عضو اللجنة العليا للمسرح (1988 - 1990).
-	عضو لجنة تحكيم مهرجان القاهرة الدولي للمسرح التجريبي 1989 (الدورة الثانية)
-	عضو مؤسس للاتحاد الكويتي للمسارح الأهلية 1993
-	عضو لجنة تحكيم مسابقة التأليف المسرحي، دولة البحرين، 1999
-	عضو المكتب التنفيذي للفرقة الوطنية للمسرح، المجلس الوطني للثقافة والفنون والآداب
-	رئيس لجنة تحكيم مهرجان الكويت المسرحي الثالث، أبريل 1999
-	عضو لجنة تحكيم المهرجان المسرحي السادس للفرق الأهلية التابعة لدول مجلس التعاون، مسقط مايو 1999
-	عضو لجنة تحكيم المهرجان المسرحي السابع للفرق الأهلية في دول مجلس التعاون - الدوحة 2001
-	رئيس لجنة تحكيم مهرجان المسرح الأردني عام 2001
-	عضو اللجنة العليا للمسرح (2000 حتى 2003)
-	رئيس لجنة تحكيم مهرجان الخرافي المسرحي الأول عام 2003
-	عضو لجنة تحكيم المسابقة الدولية للنص المونودرامي - الفجيرة (2009).
-	عضو لجنة تحكيم المسابقة الدولية للنص المونودرامي (النسخة العربية) - الفجيرة (2010 - 2011)
-	شارك في العديد من المؤتمرات والمهرجانات الخاصة بالمسرح محليًا وعربيًا.

## في مجال الثقافة والفنون والآداب
—قدم محاضرات وبحوث في عدد كبير جدًا من الملتقيات في الكويت وخارجها، وأسهم بالرأي والنقاش في كثير من حلقات البحث ذات الشأن الثقافي.
-	عضو رابطة الأدباء الكويتيين منذ تأسيسها عام 1966.
-	عضو لجنة تحكيم مسابقة القصة القصيرة والمسرحية، المجلس الوطني للثقافة والفنون والآداب، 1979.
-	عضو لجنة تحكيم الكتب الأدبية والإنسانيات المقدمة لنيل جائزة معرض الكتاب عام 1980.
-	ساهم في أعمال لجنة الخطة الشاملة للثقافة العربية.
-	مدير إدارة الثقافة والنشر في المركز الإعلامي الكويتي في القاهرة منذ تأسيسه في آخر أغسطس 1990 إبان الاحتلال العراقي للكويت حتى 16/6/1991 ، وقد اصدرت الإدارة بإشرافه عددًا من المطبوعات منها: كتابين يعتبران من المراجع المهمة لهذه المرحلة هما: شهادة قلم، والكويت في عيون الشعراء.
-	كرس جهوده لمؤسسة جائزة عبد العزيز سعود البابطين للإبداع الشعري وأشرف على دوراتها وملتقياتها من النواحي الفنية والإدارية منذ الدورة الثانية 1991م .
-	عضو لجنة تشجيع المؤلفات الكويتية 1986-1993.
-	عضو اللجنة الثقافية العامة لمجلس التعاون لدول الخليج العربية منذ تأسيسها، ومشارك في كل اجتماعاتها حتى 10-09-1993.
-	عضو لجنة دعم المطبوعات الإبداعية للكويتيين 1990/1993.
-	رئيس اللجنة الفنية لاتفاقيات التبادل الثقافي بين الكويت والدول الأخرى حتى 10-09-1993 .
-	شارك في عضوية عدد كبير من اللجان المعنية بالشأن الثقافي مثل: اللجنة الدائمة للثقافة العربية، ومؤتمرات الوزراء المسؤولين عن الثقافة العربية في دول مجلس التعاون الخليجي أو على المستوى العربي، واجتماعات اللجنة الثقافية لمنظمة المؤتمر الإسلامي.
-	نائب رئيس الاتحاد العام للفنانين العرب 1990 - 1994 .
-	أشرف على تنظيم عدد من الأسابيع الثقافية الكويتية في العواصم العربية.

## في مجال النشر
-	عضو هيئة تحرير جريدة الفنون التي يصدرها المجلس الوطني للثقافة والفنون والآداب عند تأسيسها عام 2001، حتى عام 2004.
-	رئيس مكتب التحرير لمعجم البابطين للشعراء العرب المعاصرين، الصادر عن مؤسسة جائزة عبد العزيز سعود البابطين للإبداع الشعري عام 1995 وطبعة ثانية عام 2002 في سبعة مجلدات.
-	رئيس تحرير سلسلة مسرحيات كويتية التي أصدرتها رابطة الأدباء منذ عام 2004، وتوفقت لغياب التمويل بعد عشرة إصدارات.
-	رئيس مكتب التحرير لمعجم البابطين لشعراء العربية في القرنين التاسع عشر والعشرين - صدر عن مؤسسة جائزة عبد العزيز سعود البابطين للإبداع الشعري في (25) مجلدًا عام 2008.
-	أشرف على إنجاز مطبوعات مؤسسة جائزة عبد العزيز سعود البابطين للإبداع الشعري التي توالى صدورها منذ دورة البارودي عام 1993 وبلغ عددها (251) عنوانًا في (302) مجلد حتى نهاية عام(2011).

## الجوائز والتكريم
- نال عددًا من الجوائز وشهادات التقدير وأولها كان جائزة التأليف المسرحي عن مسرحية «عنده شهادة» عام 1965 من وزارة الشؤون الاجتماعية والعمل.
-	اختير رئيسًا فخريًا لمسرح الخليج العربي، 1992.
-	كرم عام 1995 في مهرجان أيام قرطاج المسرحية (الدورة السابعة).
-	حصل على وسام الاستحقاق الثقافي من الطبقة الثانية من رئيس جمهورية تونس - أكتوبر 1995.
-	أصدرت مؤسسة جائزة عبد العزيز سعود البابطين للإبداع الشعري، عنه كتاب «تكريم وتحية» احتفاءً بمرور عشر سنوات على توليه الأمانة العامة للمؤسسة، كتب فيه عدد كبير من الباحثين والأكاديميين والأصدقاء، وصدر عام 2002 وأقيم له حفل تكريمي بهذه المناسبة خلال دورة علي بن المقرب العيوني في المنامة في أكتوبر من العام 2002.
-	تم تكريمه في المهرجان المسرحي لدول مجلس التعاون - دورة أبوظبي 2003.
-	كرمه مهرجان دمشق المسرحي في دورته الرابعة عشرة التي عقدت في دمشق خلال عام 2008 تقديرًا لعطاءاته للمسرح العربي.
-	تم تكريمه في يوم الأديب الكويتي في 9/4/2008م في كلية الآداب بجامعة الكويت وتحدث في حفل تكريمه الأديبة ليلى العثمان والدكتورة سعاد عبد الوهاب والدكتور عبد الله الغزالي والدكتور تركي المغيض وعميدة الكلية الدكتورة ميمونة العذبي الصباح وحضر التكريم عدد كبير من الأكاديميين والأدباء والصحفيين.
-	كرمه مهرجان المسرح الأردني تقديرًا لمسيرته في يناير (2009).

## اهتمام الأدباء والمؤلفين بأعماله وإنجازاته
كانت أعماله وإنجازاته محل اهتمام العديد من الأدباء والمؤلفين في عدد من المؤلفات المهمة التي منها:
- الحياة الفكرية والأدبية في الكويت، د. محمد حسن عبد الله - رابطة الأدباء في الكويت، 1973 .
- الأدب المعاصر في الخليج العربي، عبد الله الطائي - معهد الدراسات العربية، القاهرة، 4791.
- الحركة المسرحية في الكويت، د. محمد حسن عبد الله - مسرح الخليج العربي، الكويت، 1976 .
- المسرح الكويتي بين الخشية والرجاء، د. محمد حسن عبد الله - الربيعان للنشر والتوزيع، الكويت، 1978 .
- المسرح في الوطن العربي، د. علي الراعي - عالم المعرفة، الكويت 1980.
- القضية الاجتماعية في المسرح، وليد أبو بكر- كاظمة للنشر والتوزيع، 1981 .
- مسرح الخليج في ربع قرن، عبد المنعم الشيخ - فرقة مسرح الخليج العربي، الكويت، 1983 .
- المسرح في الكويت - مقالات ووثائق، خالد سعود الزيد - الربيعان للنشر والتوزيع، 1983 .
- المسرح والتغير الاجتماعي في منطقة الخليج العربي، د. إبراهيم عبد الله غلوم - عالم المعرفة، الكويت، 1986 .
- المسرح العربي الحديث، بول شاؤول - رياض نجيب الريس للكتب والنشر- لندن، 1989 .
- القصة القصيرة في الكويت، د. سليمان الشطي - الكويت، 1989 .
- القصة القصيرة في الخليج العربي، د. إبراهيم عبد الله غلوم - بيروت، 2000 .
- صناعة التحدي، د. محمد حسن عبد الله، 2004.

يضاف إلى ذلك عدد كبير من المقالات والدراسات حول إنتاجه في عدد من المجالات والصحف العربية كما قدم عدد من طلاب الجامعات والمعاهد المسرحية أطروحات في إنتاجه.

## الوصلات الخارجية
- عبد العزيز السريع على موقع أرشيف الشارخ.

1. موقع الكاتب عبد العزيز السريع